# پرتره خانم یوکی
پرترهٔ خانم یوکی  (به ژاپنی: 雪夫人絵図, Yuki fujin ezu) (به انگلیسی: Portrait of Madame Yuki یا A Picture of Madame Yuki) یک فیلم در ژانر درام به کارگردانی کنجی میزوگوچی است که در سال ۱۹۵۰ منتشر شد.